# Unione Polisportiva Comunale Letti Cosatto Tavagnacco 2002-2003
Questa voce raccoglie le informazioni riguardanti l'Unione Polisportiva Comunale Letti Cosatto Tavagnacco nelle competizioni ufficiali della stagione 2002-2003.

## Stagione
La nuova stagione della società vede affiancata per la seconda volta consecutiva dallo sponsor principale Letti Cosatto.

## Rosa
| N. |                   | Ruolo | Calciatrice        |
| -- | ----------------- | ----- | ------------------ |
|    | Italia (bandiera) | P     | Eleonora Buiatti   |
|    | Italia (bandiera) | P     | Cristina Capretta  |
|    | Italia (bandiera) | P     | Cristina Magnani   |
|    | Italia (bandiera) | P     | Cristina Marcutti  |
|    | Italia (bandiera) | D     | Pamela Domini      |
|    | Italia (bandiera) | D     | Stefania Donà      |
|    | Italia (bandiera) | D     | Elisa Lavia        |
|    | Italia (bandiera) | D     | ?. Mattielig       |
|    | Italia (bandiera) | D     | Michela Martinelli |
|    | Italia (bandiera) | D     | Laura Minisini     |
|    | Italia (bandiera) | D     | Sara Piva          |
|    | Italia (bandiera) | D     | Giorgia Simonato   |

| N. |                   | Ruolo | Calciatrice         |
| -- | ----------------- | ----- | ------------------- |
|    | Italia (bandiera) | C     | Debora Bucovaz      |
|    | Italia (bandiera) | C     | Tiziana Delli Zotti |
|    | Italia (bandiera) | C     | Sara Di Filippo     |
|    | Italia (bandiera) | C     | Elena Pezzarini     |
|    | Italia (bandiera) | C     | Diasnia Simeoni     |
|    | Italia (bandiera) | C     | Elena Stabile       |
|    | Italia (bandiera) | A     | Nicoletta Bedin     |
|    | Italia (bandiera) | A     | Paola Bologna       |
|    | Italia (bandiera) | A     | Monica Degrassi     |
|    | Angola (bandiera) | A     | Maria Ana José      |
|    | Italia (bandiera) | A     | Ilaria Mauro        |
|    | Italia (bandiera) | ?     | ?. Di Fonzo         |

## Calciomercato

### Sessione estiva
| Acquisti | Acquisti | Acquisti | Acquisti |
| R.       | Nome     | da       | Modalità |
| -------- | -------- | -------- | -------- |
|          |          |          |          |

| Cessioni | Cessioni | Cessioni | Cessioni |
| R.       | Nome     | a        | Modalità |
| -------- | -------- | -------- | -------- |
|          |          |          |          |

## Risultati

### Serie A

#### Girone di andata
| Agliana 14 settembre 2002, ore 15:00 CEST 1ª giornata | Agliana   | 1 – 0 referto | Letti Cosatto Tavagnacco | Stadio comunale Germano Bellucci |
| \| \| \| \| \| Ugolini 65’ \| Marcatori \| \|         |           |               |                          |                                  |
|                                                       |           |               |                          |                                  |
| Ugolini 65’                                           | Marcatori |               |                          |                                  |

| Arbitro: | Rinaldi (Milano) |

|               |           |                                 |
| Stabile 90+2’ | Marcatori | 14’ Pintus 70’ Parejo 90’ Conti |

| Roma 13 ottobre 2002, ore 15:30 CEST 3ª giornata | Enterprise Lazio | 6 – 0 | Letti Cosatto Tavagnacco |  |

| Tavagnacco 19 ottobre 2002, ore 15:30 CEST 4ª giornata | Letti Cosatto Tavagnacco | 2 – 2 | Ludos Palermo | Stadio comunale |

| Monza 26 ottobre 2002, ore 15:30 CEST 5ª giornata | Fiammamonza | 3 – 0 | Letti Cosatto Tavagnacco | Stadio Gino Alfonso Sada |

| Tavagnacco 2 novembre 2002, ore 14:30 CET 6ª giornata | Letti Cosatto Tavagnacco | 2 – 1 | Bardolino | Stadio comunale |

| Verona 9 novembre 2002, ore 14:30 CEtT 7ª giornata | Foroni Verona | 5 – 0 | Letti Cosatto Tavagnacco |  |

| Tavagnacco 16 novembre 2002, ore 14:30 CEST 8ª giornata | Letti Cosatto Tavagnacco | 0 – 1 | Valdarno | Stadio comunale |

| 23 novembre 2002, ore 15:00 CET 9ª giornata | Bergamo R | 3 – 1 | Letti Cosatto Tavagnacco |  |

| Tavagnacco 30 novembre 2002, ore 15:30 CET 10ª giornata | Letti Cosatto Tavagnacco | 2 – 0 | Como 2000 | Stadio comunale |

| Lucca 7 dicembre 2002, ore 14:30 CET 11ª giornata      | Lucca 7   | 2 – 0 referto | Letti Cosatto Tavagnacco | Campo sportivo di San Concordio |
| \| \| \| \| \| Fiorini 18’ Bini 56’ \| Marcatori \| \| |           |               |                          |                                 |
|                                                        |           |               |                          |                                 |
| Fiorini 18’ Bini 56’                                   | Marcatori |               |                          |                                 |

| 14 dicembre 2002, ore 14:30 CET 12ª giornata | Torino | 1 – 1 | Letti Cosatto Tavagnacco |  |

| Tavagnacco 6 gennaio 2003, ore 14:30 CET 13ª giornata | Letti Cosatto Tavagnacco | 2 – 2 | ACF Milan | Stadio comunale |

#### Girone di ritorno
| Tavagnacco 23 gennaio 2003, ore 14:30 CET 14ª giornata               | Letti Cosatto Tavagnacco | 1 – 2 referto          | Agliana | Stadio comunale |
| \| \| \| \| \| I. Mauro 7’ \| Marcatori \| 53’ P. Mauro 75’ Cuccu \| |                          |                        |         |                 |
|                                                                      |                          |                        |         |                 |
| I. Mauro 7’                                                          | Marcatori                | 53’ P. Mauro 75’ Cuccu |         |                 |

| Arbitro: | Manca (Carbonia) |

|                                  |           |                      |
| Parejo 39’ Pintus 50’ Meloni 73’ | Marcatori | 9’ Mauro 78’ Bologna |

| Tavagnacco 25 gennaio 2003, ore 14:30 CET 16ª giornata | Letti Cosatto Tavagnacco | 0 – 1 | Enterprise Lazio | Stadio comunale |

| Palermo 1º febbraio 2003, ore 14:30 CET 17ª giornata | Ludos Palermo | 0 – 0 | Letti Cosatto Tavagnacco |  |

| Tavagnacco 8 febbraio 2003, ore 14:30 CET 18ª giornata | Letti Cosatto Tavagnacco | 2 – 1 | Fiammamonza | Stadio comunale |

| Calmasino, Bardolino 22 febbraio 2003, ore 14:30 CET 19ª giornata | Bardolino | 3 – 1 | Letti Cosatto Tavagnacco | Stadio comunale Belvedere |

| Tavagnacco 1º marzo 2003, ore 15:00 CET 20ª giornata | Letti Cosatto Tavagnacco | 0 – 6 | Foroni Verona | Stadio comunale |

| Castelfranco di Sotto 8 marzo 2003, ore 15:00 CET 21ª giornata | Valdarno  | 1 – 1 referto | Letti Cosatto Tavagnacco | Stadio comunale Osvaldo Martini |
| \| \| \| \| \| Bigazzi 1t’ \| Marcatori \| 90+4’ ??? \|        |           |               |                          |                                 |
|                                                                |           |               |                          |                                 |
| Bigazzi 1t’                                                    | Marcatori | 90+4’ ???     |                          |                                 |

| Tavagnacco 15 marzo 2003, ore 15:00 CET 22ª giornata | Letti Cosatto Tavagnacco | 2 – 2 | Bergamo R | Stadio comunale |

| 5 aprile 2003, ore 15:00 CEST 23ª giornata | Como 2000 | 2 – 1 | Letti Cosatto Tavagnacco |  |

| Arbitro: | Bersan (Maniago) |

|                                                                    |           |             |
| José 30’, 40’, 75’ Degrassi 47’ Lavia 50’ Bucovaz 55’ Di Fonzo 86’ | Marcatori | 70’ Fuselli |

| Tavagnacco 3 maggio 2003, ore 16:00 CEST 25ª giornata                                  | Letti Cosatto Tavagnacco | 2 – 1 referto | Torino | Stadio comunale |
| \| \| \| \| \| Di Filippo 56’ (rig.) Degrassi 69’ (rig.) \| Marcatori \| 54’ Sodini \| |                          |               |        |                 |
|                                                                                        |                          |               |        |                 |
| Di Filippo 56’ (rig.) Degrassi 69’ (rig.)                                              | Marcatori                | 54’ Sodini    |        |                 |

| 10 maggio 2003, ore 16:00 CEST 26ª giornata | ACF Milan        | 0 – 0 referto | Letti Cosatto Tavagnacco | \| Arbitro: \| Degrà (Vigevano) \| |
| Arbitro:                                    | Degrà (Vigevano) |               |                          |                                    |

### Coppa Italia
| 21 dicembre 2002 Terzo turno | Tenelo Club Rivignano | 0 – 1 | Letti Cosatto Tavagnacco |  |

| Tavagnacco 15 febbraio 2003 Ottavi di finale - Andata | Letti Cosatto Tavagnacco | 0 – 2 | Bardolino | Stadio comunale |

| Calmasino, Bardolino 2003 Ottavi di finale - Ritorno | Bardolino | 4 – 0 | Letti Cosatto Tavagnacco | Stadio comunale Belvedere |

## Statistiche

### Statistiche di squadra
| Competizione | Punti | In casa | In casa | In casa | In casa | In casa | In casa | In trasferta | In trasferta | In trasferta | In trasferta | In trasferta | In trasferta | Totale | Totale | Totale | Totale | Totale | Totale | DR  |
| Competizione | Punti | G       | V       | N       | P       | Gf      | Gs      | G            | V            | N            | P            | Gf           | Gs           | G      | V      | N      | P      | Gf     | Gs     | DR  |
| ------------ | ----- | ------- | ------- | ------- | ------- | ------- | ------- | ------------ | ------------ | ------------ | ------------ | ------------ | ------------ | ------ | ------ | ------ | ------ | ------ | ------ | --- |
| Serie A      | 22    | 13      | 5       | 3       | 5       | 23      | 23      | 13           | 0            | 4            | 9            | 7            | 30           | 26     | 5      | 7      | 14     | 30     | 53     | -23 |
| Coppa Italia | -     | 1       | 0       | 0       | 1       | 0       | 2       | 2            | 1            | 0            | 1            | 1            | 4            | 3      | 1      | 0      | 2      | 1      | 6      | -7  |
| Totale       | -     | 14      | 5       | 3       | 6       | 23      | 25      | 15           | 1            | 4            | 19           | 8            | 34           | 29     | 6      | 7      | 16     | 31     | 59     | -30 |

### Andamento in campionato
| Giornata  | 1  | 2  | 3  | 4  | 5  | 6  | 7  | 8  | 9 | 10 | 11 | 12 | 13 | 14 | 15 | 16 | 17 | 18 | 19 | 20 | 21 | 22 | 23 | 24 | 25 | 26 |
| --------- | -- | -- | -- | -- | -- | -- | -- | -- | - | -- | -- | -- | -- | -- | -- | -- | -- | -- | -- | -- | -- | -- | -- | -- | -- | -- |
| Luogo     | T  | C  | T  | C  | T  | C  | T  | C  | T | C  | T  | T  | C  | C  | T  | C  | T  | C  | T  | C  | T  | C  | T  | C  | C  | T  |
| Risultato | P  | P  | P  | N  | P  | P  | P  | P  | P | V  | P  | N  | N  | P  | P  | P  | N  | V  | P  | P  | N  | N  | P  | V  | V  | N  |
| Posizione | 14 | 14 | 14 | 13 | 13 | 13 | 13 | 14 |   |    |    |    |    |    |    |    |    |    |    |    |    |    |    | 11 | 11 | 11 |

Legenda:

Luogo: C = Casa; T = Trasferta. Risultato: V = Vittoria; N = Pareggio; P = Sconfitta.

### Statistiche delle giocatrici
| Giocatore      | Serie A  | Serie A | Serie A     | Serie A    | Coppa Italia | Coppa Italia | Coppa Italia | Coppa Italia | Totale   | Totale | Totale      | Totale     |
| Giocatore      | Presenze | Reti    | Ammonizioni | Espulsioni | Presenze     | Reti         | Ammonizioni  | Espulsioni   | Presenze | Reti   | Ammonizioni | Espulsioni |
| -------------- | -------- | ------- | ----------- | ---------- | ------------ | ------------ | ------------ | ------------ | -------- | ------ | ----------- | ---------- |
| N. Bedin       | ?        | ?       | ?           | ?          | ?            | ?            | ?            | ?            | ?        | ?      | ?           | ?          |
| P. Bologna     | ?        | ?       | ?           | ?          | ?            | ?            | ?            | ?            | ?        | ?      | ?           | ?          |
| D. Bucovaz     | ?        | ?       | ?           | ?          | ?            | ?            | ?            | ?            | ?        | ?      | ?           | ?          |
| E. Buiatti     | ?        | -?      | ?           | ?          | ?            | -?           | ?            | ?            | ?        | -?     | ?           | ?          |
| C. Capretta    | ?        | -?      | ?           | ?          | ?            | ?            | ?            | ?            | ?        | 0+     | ?           | ?          |
| M. Degrassi    | ?        | ?       | ?           | ?          | ?            | ?            | ?            | ?            | ?        | ?      | ?           | ?          |
| T. Delli Zotti | ?        | ?       | ?           | ?          | ?            | ?            | ?            | ?            | ?        | ?      | ?           | ?          |
| S. Di Filippo  | ?        | ?       | ?           | ?          | ?            | ?            | ?            | ?            | ?        | ?      | ?           | ?          |
| P. Domini      | ?        | ?       | ?           | ?          | ?            | ?            | ?            | ?            | ?        | ?      | ?           | ?          |
| S. Donà        | ?        | ?       | ?           | ?          | ?            | ?            | ?            | ?            | ?        | ?      | ?           | ?          |
| M. A. José     | ?        | ?       | ?           | ?          | ?            | ?            | ?            | ?            | ?        | ?      | ?           | ?          |
| E. Lavia       | ?        | ?       | ?           | ?          | ?            | ?            | ?            | ?            | ?        | ?      | ?           | ?          |
| C. Magnani     | ?        | -?      | ?           | ?          | ?            | ?            | ?            | ?            | ?        | 0+     | ?           | ?          |
| M. Martinelli  | ?        | ?       | ?           | ?          | ?            | ?            | ?            | ?            | ?        | ?      | ?           | ?          |
| I. Mauro       | ?        | ?       | ?           | ?          | ?            | ?            | ?            | ?            | ?        | ?      | ?           | ?          |
| L. Minisini    | ?        | ?       | ?           | ?          | ?            | ?            | ?            | ?            | ?        | ?      | ?           | ?          |
| E. Pezzarini   | ?        | ?       | ?           | ?          | ?            | ?            | ?            | ?            | ?        | ?      | ?           | ?          |
| S. Piva        | ?        | ?       | ?           | ?          | ?            | ?            | ?            | ?            | ?        | ?      | ?           | ?          |
| G. Simonato    | ?        | ?       | ?           | ?          | ?            | ?            | ?            | ?            | ?        | ?      | ?           | ?          |
| D. Simeoni     | ?        | ?       | ?           | ?          | ?            | ?            | ?            | ?            | ?        | ?      | ?           | ?          |
| E. Stabile     | ?        | ?       | ?           | ?          | ?            | ?            | ?            | ?            | ?        | ?      | ?           | ?          |
| ?. Stefanotti  | ?        | -?      | ?           | ?          | ?            | ?            | ?            | ?            | ?        | 0+     | ?           | ?          |